# Magnesiumphosphate
Als Magnesiumphosphate werden in der Lebensmitteltechnik zusammenfassend
- Magnesiumdihydrogenphosphat (Mg(H2PO4)2, Monomagnesiumphosphat)
- Magnesiumhydrogenphosphat (MgHPO4, Dimagnesiumphosphat) und
- Magnesiumphosphat (Mg3(PO4)2, Trimagnesiumphosphat) bezeichnet.

Sie sind in der Europäischen Union als Lebensmittelzusatzstoffe unter der gemeinsamen Nummer E 343 zugelassen.